# Marcela Březinová
Marcela Březinová (* 18. listopadu 1960 Podbořany) je česká zpěvačka, textařka a pedagožka.

## Hudební kariéra
Finalistka někdejší talentové soutěže Mladá píseň (1980), svou profesionální kariéru zahájila jako kmenová vokalistka avantgardní elektronické skupiny OK Band (1981–1987), s níž natočila i svůj stěžejní hudební materiál. Ačkoli po svém odchodu z kapely se prosazovala již sólově, zázemí nahrávacích studií nalézala převážně v titulní spolupráci s jinými umělci; nejčastěji po boku Leška Semelky a jeho S.L.S. (1987–1991), posléze také v Yandim Band Slávka Jandy (1989–1990). Zásadnějších výsledků včetně nominace na výroční hudební ocenění Gramy se umělkyně dočkala v 90. letech uplynulého století, kdy jí vyšly dvě profilové desky. V novém tisíciletí pak částečně zrehabilitovala své působení v dočasně obnoveném OK Bandu (1999–2003, 2011–2013). Dle Encyklopedie jazzu a moderní populární hudby, Březinová „jako jedna z prvních transformovala pěvecké prvky nové vlny do českého ženského vokálu.“

## Muzikál
- 1998: Benzín a mejkap (The Pump Boys and Dinettes) (r. J. Simkanič, R. Balaš) • role: Rhetta (altern.) • Divadlo U Hasičů, Praha[14]
- 2010: Oidipus Tyranus RockOpera (r. R. Štolpa) • role: Iokasté (altern.) • Divadlo Milenium, Praha[15]

## Pedagogická činnost
Od roku 2008 je vedoucí Oddělení populárního zpěvu na Mezinárodní konzervatoři v Praze, kde vyučuje interpretaci.

## Osobní život
Část dětství prožila v Libyi, kde chodila do americké klášterní školy. Její otec tam pracoval jako zubař, matka byla letuškou.
Žije v Suchdole u Kutné Hory a je vdovou po režisérovi, hudebníkovi a výtvarníkovi Zdeňkovi Švarcovi, s nímž má dceru Vandu (* 1995). Z předchozího vztahu má syna Jana (* 1993).
V roce 2004 pózovala pro pornografický časopis Leo.

## Diskografie
Studiová alba
| Sólo - 1993: Každej to má rád (s Crazy Legs) - 1998: Nesmíš loudit | OK Band - 1985: Disco! - 1986: Tvůj čas přichází - 1987: Stala se nějaká chyba - 2001: Za škvírou |

## Ocenění

### Hlavní ceny
| Rok  | Nominované dílo                         | Cena                                                                   | Kategorie                 | Výsledek       | Výsledek |
| ---- | --------------------------------------- | ---------------------------------------------------------------------- | ------------------------- | -------------- | -------- |
| 1980 | „Blues na cestu poslední“ (Suchý/Šlitr) | XIII. Mladá píseň, Jihlava                                             | Zlatý řetěz města Jihlavy | Stříbrný řetěz | [ p 3 ]  |
| 1981 | nedostupné                              | VI. Mezinárodní festival populární hudby — Intertalent '81, Gottwaldov | Velká cena Pragokoncertu  | 4. místo       | [ p 4 ]  |
| 1993 | Každej to má rád                        | Výroční hudební ceny Gramy                                             | Zpěvačka roku             | nominace       | [ p 5 ]  |

V doprovodu různých ansámblů se opakovaně účastnila také československého festivalu populární písně Bratislavská lyra, kde soutěžila se skladbami „Nechci v týhle show už hrát“ s OK Band (1986), „Tvůj obličej“ s S.L.S. (1988) a „Radost ze života“ s Yandim Band (1990); bez úspěchu.[zdroj?]

### Ankety popularity
Dle každoročně vyhlašovaných výsledků ankety Zlatý slavík, největší oblibě se těšila v polovině 80. let minulého století, kdy se skupinou OK Band obsadila 9. (1984), případně 12. místo (1985), kdežto sólově nanejvýš 18. příčku (1986). V novodobé éře ankety neboli v Českém slavíku pronikla do Top 40 v letech 1998 až 2000.